# Gobius senegambiensis
Gobius senegambiensis är en fiskart som beskrevs av Metzelaar, 1919. Gobius senegambiensis ingår i släktet Gobius och familjen smörbultsfiskar. Inga underarter finns listade i Catalogue of Life.